# 이채원 (1989년)
이채원(본명: 이재경, 1989년 2월 27일 ~ )은 대한민국의 배우이다.

## 출연작

### 영화
- 2008년 《고사: 피의 중간고사》 - 염지향 역
- 2011년 《오직 그대만》 - 태식여친 1 역

### 드라마
- 2008년 SBS 수목드라마 《온에어》 - 승아의 코디네이터 역
- 2016년 웹드라마 《박대리는 휴가 중》 - 황금빛 역
- 2016년 OCN 주말드라마 《뱀파이어 탐정》 - 은채 역
- 2016년 SBS 수목드라마 《질투의 화신》 - 양성숙 역
- 2017년 웹드라마 《굿바이데이 420》 - 미희 역
- 2019년 JTBC 월화드라마 《꽃파당: 조선혼담공작소》 - 마정화 역
- 2025년 JTBC 토일드라마 《협상의 기술》 - 지연우 역

### 방송
- 《스타일 웨이브》 (On Style)
- 《동물이 산다》 (코미디TV)
- 《연예가중계》 (KBS2)

### CF
- 오뚜기 컵누들 CF - <3인3색>
- 베스킨라빈스 31 CF - 체리쥬빌레
- 빼빼로데이CF - 메모박스 편
- 네이트 CF - 싸이 편
- 프로스펙스 CF
- 호텔스닷컴 CF

### 뮤직비디오
- 이기찬 - 미인
- 양동근 - 나는 나빠

### 연극
- 《연애플레이리스트》 (2018년) - 한재인 역